# Petite rivière de la Tête Blanche
Pour les articles homonymes, voir Tête blanche.
La petite rivière de la Tête Blanche est un affluent de la rivière de la Tête Blanche (bassin versant de la rivière Shipshaw), coulant sur la rive nord-ouest du fleuve Saint-Laurent, dans le territoire non organisé du Mont-Valin, dans la municipalité régionale de comté de Le Fjord-du-Saguenay, dans la région administrative de Saguenay-Lac-Saint-Jean, dans la Province de Québec, au Canada.
Cette rivière coule entièrement dans la zec Onatchiway. Le bassin versant de la petite rivière de la Tête Blanche est desservie par des routes forestières pour les besoins de la foresterie et des activités récréotouristiques,.
La foresterie constitue la principale activité économique du secteur ; les activités récréotouristiques, en second.
La surface de la petite rivière de la Tête Blanche est habituellement gelée de la fin novembre au début avril, toutefois la circulation sécuritaire sur la glace se fait généralement de la mi-décembre à la fin mars.

## Géographie
La petite rivière de la Tête Blanche prend sa source au lac du Panache (longueur : 0,6 km ; altitude : 456 m), en montagne dans le territoire non organisé de Mont-Valin à 31,4 km au sud-est du barrage à l’embouchure (côté sud) du lac Pamouscachiou, à 4,7 km à l'est du lac Onatchiway (lequel est traversé vers le sud par la rivière Shipshaw), à 14,5 km au nord de l’embouchure de la rivière de la Tête Blanche,.
À partir du lac de tête (Lac du Panache), la petite rivière de la Tête Blanche coule sur 14,4 km, entièrement en zone forestière, selon les segments suivants :
- 3,1 km vers le sud-ouest avec un important dénivelé, notamment en traversant le lac Akua, puis en traversant sur 1,9 km le lac Ross (altitude : 441 m) sur sa pleine longueur, jusqu’à son embouchure ;
- 2,3 km vers le sud, jusqu’à une décharge (venant du sud-ouest) de lacs non identifiés ;
- 3,6 km vers le sud jusqu’à un ruisseau (venant du nord) ;
- 2,7 km vers le sud, jusqu’à un coude de rivière ;
- 2,7 km vers le sud dans une vallée encaissée, jusqu’à l’embouchure de la rivière[2].

La petite rivière de la Tête Blanche se déverse sur la rive nord-ouest de la rivière de la Tête Blanche.
L'embouchure de la petite rivière de la Tête Blanche est située à :
- 2,9 km en amont de l’embouchure de la rivière de la Tête Blanche ;
- 58,0 km au nord de l’embouchure de la rivière Shipshaw ;
- 42,0 km au sud du barrage à l’embouchure du lac Pamouscachiou ;
- 29,0 km au nord de l'embouchure du lac La Mothe lequel est traversé par la rivière Shipshaw ;
- 59,0 km au nord-ouest du centre-ville de Saguenay[2],[5]

## Toponymie
Les toponymes Petite rivière de la Tête Blanche et rivière de la Tête Blanche sont liées, car la première est un affluent de la seconde.
Le toponyme de « petite rivière de la Tête Blanche » a été officialisé le 20 mai 2005 à la Banque des noms de lieux de la Commission de toponymie du Québec.